# Chapet
Chapet és un municipi francès, situat al departament d'Yvelines i a la regió de Illa de França. L'any 2007 tenia 1.184 habitants.
Forma part del Cantó de Les Mureaux, del districte de Rambouillet i de la Comunitat urbana Grand Paris Seine et Oise.

## Demografia

### Població
El 2007 la població de fet de Chapet era de 1.184 persones. Hi havia 438 famílies, de les quals 72 eren unipersonals (12 homes vivint sols i 60 dones vivint soles), 131 parelles sense fills, 199 parelles amb fills i 36 famílies monoparentals amb fills.
La població ha evolucionat segons el següent gràfic:
Habitants censats

### Habitatges
El 2007 hi havia 459 habitatges, 434 eren l'habitatge principal de la família, 10 eren segones residències i 15 estaven desocupats. 445 eren cases i 10 eren apartaments. Dels 434 habitatges principals, 397 estaven ocupats pels seus propietaris, 24 estaven llogats i ocupats pels llogaters i 13 estaven cedits a títol gratuït; 4 tenien una cambra, 15 en tenien dues, 40 en tenien tres, 68 en tenien quatre i 308 en tenien cinc o més. 358 habitatges disposaven pel capbaix d'una plaça de pàrquing. A 134 habitatges hi havia un automòbil i a 274 n'hi havia dos o més.

### Piràmide de població
La piràmide de població per edats i sexe el 2009 era:
| Homes | Edats   | Dones |
| ----- | ------- | ----- |
| 0     | 95 o +  | 4     |
| 4     | 90 a 94 | 4     |
| 4     | 85 a 89 | 4     |
| 0     | 80 a 84 | 8     |
| 8     | 75 a 79 | 0     |
| 16    | 70 a 74 | 24    |
| 32    | 65 a 69 | 20    |
| 12    | 60 a 64 | 12    |
| 56    | 55 a 59 | 24    |
| 52    | 50 a 54 | 68    |
| 52    | 45 a 49 | 52    |
| 44    | 40 a 44 | 44    |
| 36    | 35 a 39 | 36    |
| 28    | 30 a 34 | 48    |
| 36    | 25 a 29 | 44    |
| 16    | 20 a 24 | 28    |
| 32    | 15 a 19 | 32    |
| 36    | 10 a 14 | 48    |
| 40    | 5 a 9   | 44    |
| 28    | 0 a 4   | 24    |

## Economia
El 2007 la població en edat de treballar era de 787 persones, 593 eren actives i 194 eren inactives. De les 593 persones actives 558 estaven ocupades (296 homes i 262 dones) i 35 estaven aturades (20 homes i 15 dones). De les 194 persones inactives 70 estaven jubilades, 69 estaven estudiant i 55 estaven classificades com a «altres inactius».

### Ingressos
El 2009 a Chapet hi havia 431 unitats fiscals que integraven 1.198 persones, la mediana anual d'ingressos fiscals per persona era de 28.727 €.

### Activitats econòmiques
Dels 52 establiments que hi havia el 2007, 1 era d'una empresa de fabricació d'altres productes industrials, 6 d'empreses de construcció, 12 d'empreses de comerç i reparació d'automòbils, 2 d'empreses de transport, 1 d'una empresa d'hostatgeria i restauració, 1 d'una empresa d'informació i comunicació, 1 d'una empresa financera, 5 d'empreses immobiliàries, 18 d'empreses de serveis, 4 d'entitats de l'administració pública i 1 d'una empresa classificada com a «altres activitats de serveis».
Dels 4 establiments de servei als particulars que hi havia el 2009, 1 era un taller de reparació d'automòbils i de material agrícola, 1 paleta, 1 guixaire pintor i 1 empresa de construcció.
Dels 2 establiments comercials que hi havia el 2009, 1 era un supermercat i 1 una sabateria.
L'any 2000 a Chapet hi havia 4 explotacions agrícoles.

## Equipaments sanitaris i escolars
L'únic equipament sanitari que hi havia el 2009 era un hospital de tractaments de mitja durada (seguiment i rehabilitació).
El 2009 hi havia una escola elemental.

## Poblacions més properes
El següent diagrama mostra les poblacions més properes.